# Borgofranco sul Po
Borgofranco sul Po (lombardul: Bufrànch) település Olaszországban, Lombardia régióban, Mantova megyében. Lakosainak száma 759 fő (2018. január 1.). Borgofranco sul Po Bergantino, Carbonara di Po, Magnacavallo, Melara, Ostiglia és Revere községekkel határos.

## Népesség
A település népességének változása:

| 2017 | 772 |
| 2018 | 759 |